# Bandicota savilei
Bandicota savilei é uma espécie de roedor da família Muridae.
Pode ser encontrada nos seguintes países: Myanmar, Tailândia e Vietname.